# Oliver Wainwright
Oliver Wainwright (1985) es un arquitecto, crítico de arquitectura y diseño británico.

## Biografía
Wainwright se formó como arquitecto en la Universidad de Cambridge y en el Royal College of Art de Londres. Ha trabajado en planeamiento estratégico y proyectos del sector público desde la Unidad de Arquitectura y Urbanismo de la Autoridad del Gran Londres. También ha formado parte de la Office for Metropolitan Architecture (OMA) de Róterdam y del despacho Muf Architecture londinense.
Ha escrito extensamente sobre arquitectura, diseño y desarrollos urbanos para una amplia gama de publicaciones internacionales, como The Times, The Telegraph, Newsweek, Domus, Icon, Topos, Garten + Landschaft y Building Design, donde fue el crítico de arquitectura durante dos años. Desde 2012 es crítico de arquitectura y diseño en The Guardian.
Es miembro de la sección británica de Arquitectos sin Fronteras y del comité asesor de The Architecture Foundation. Wainwright pertenece al comité de expertos del Premio Europeo del Espacio Público Urbano desde la edición de 2014.